# Melchor Cano

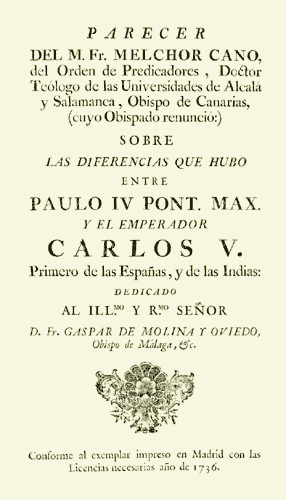
Parecer del M. fr. Melchor Cano dado al Señor Emperador Carlos V (1555).

Melchor Cano (6. ledna 1509, Tarancón – 30. září 1560 Madridejos) byl španělský dominikánský mnich, teolog a biskup.

## Život
Jeho otec, advokát Fernando Cano, jej nechal studovat na univerzitě v Salamance, kde byl žákem Francisca de Vitoria. Roku 1531 odešel do colegio de San Gregorio ve Valladolidu, kde studoval s Bartolomeem de Carranzou a Luisem de Granadou. Roku 1536 se stal vedoucím katedry teologie v San Gregorio a po smrti Francisca de Vitorii, roku 1546, v Salamance.
Účastnil se první fáze Junta de Valladolid (1550). Karel I. jej vyslal na Tridentský koncil roku 1551 a v následujících letech působil jako biskup na Kanárech. Na tento post rezignoval, aby se mohl stát rektorem na San Gregoriu. Roku 1557 byl jmenován provinciálem řádu.
Jeho nejvýznamnějším dílem je De Locis Theologicis (Salamanca, 1563), které pojednává o pramenech teologie.